# Иодид гексаамминникеля(II)
Иодид гексаамминникеля(II) — неорганическое соединение, 
комплексный аммин соли металла никеля и иодистоводородной кислоты
с формулой [Ni(NH3)6]I2,
синие кристаллы, не растворяется в воде.

## Получение
- Взаимодействие растворимых солей гексаамминникеля(II) с иодидами:

{\displaystyle {\mathsf {[Ni(NH_{3})_{6}](NO_{3})_{2}+2KI\ \xrightarrow {} \ [Ni(NH_{3})_{6}]I_{2}\downarrow +2KNO_{3}}}}

## Физические свойства
Иодид гексаамминникеля(II) образует синие кристаллы
кубической сингонии,
пространственная группа F m3m,
параметры ячейки a = 1,0897 нм, Z = 4.

## Химические свойства
- Разлагается при нагревании:

{\displaystyle {\mathsf {[Ni(NH_{3})_{6}]I_{2}{\xrightarrow {135^{o}C}}\ NiI_{2}+6NH_{3}}}}